# Kim Mehmeti

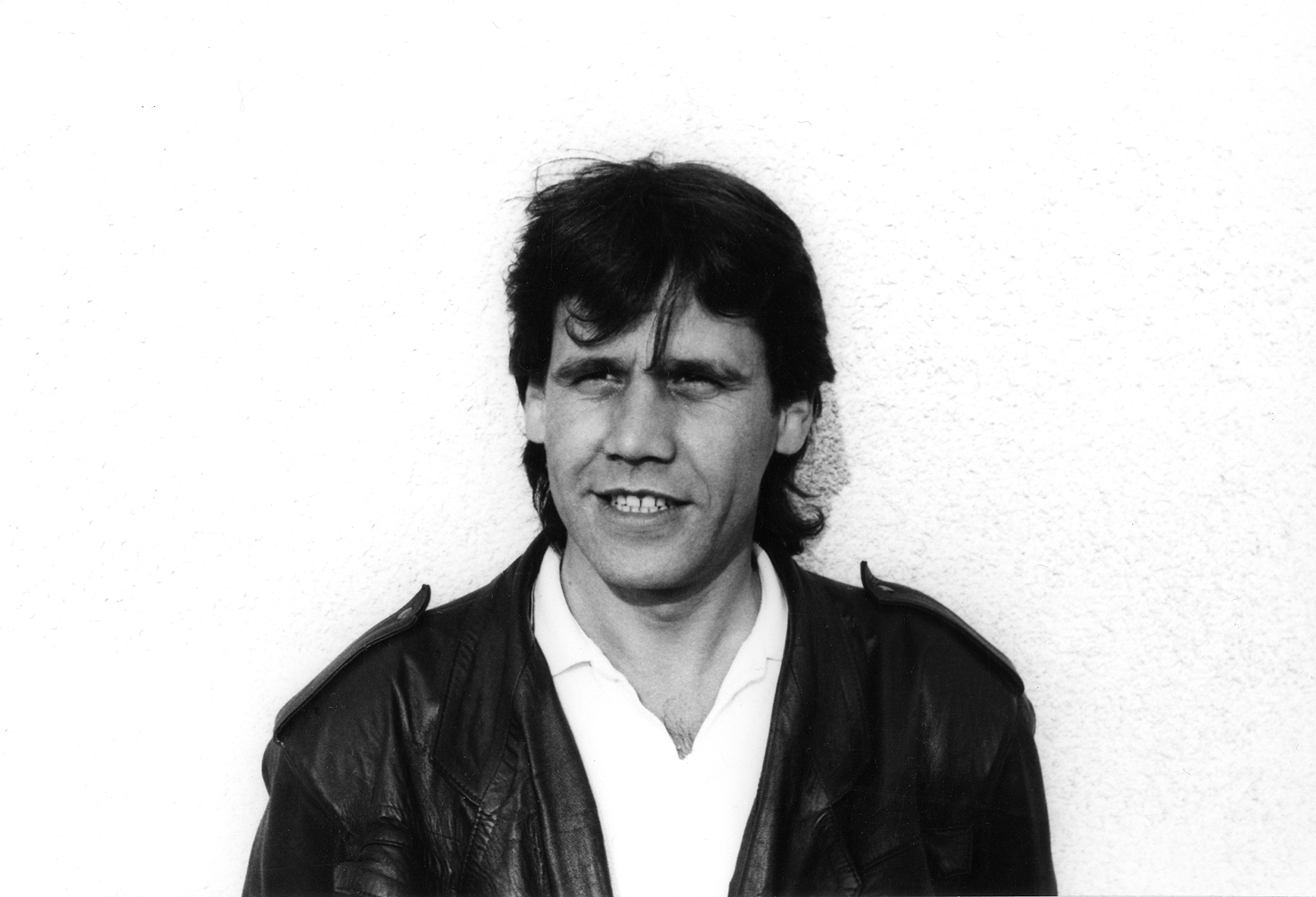
Kim Mehmeti

Kim Mehmeti (* 1955 in Skopje) ist ein nordmazedonischer Publizist und Schriftsteller albanischer Ethnie.

## Leben
Er schreibt Kurzgeschichten über das Leben und den Alltag der Mazedonier und Albaner, die er sowohl auf Albanisch als auch Mazedonisch verfasst. In einem Interview gab Mehmeti, selbst ein Muslim, bekannt, aus einer albanisch-orthodoxen Familie zu stammen.
In all seinen Aufgaben und Erzählungen setzt er sich für ein friedliches Zusammenleben der verschiedenen Ethnien Mazedoniens und gegen den Nationalismus ein. So war er auch Redakteur des unabhängigen Informationsnetzwerkes Alternativna Informativna Mreža, in dem sowohl Albaner als auch Mazedonier zusammenarbeiteten. Außerdem ist er Direktor des Qendra për Mirëkuptim dhe Bashkëpunim Multikulturor, eines Zentrums für multikulturelles Verständnis.
Im März 2000 gründete er gemeinsam mit Iso Rusi die unabhängige Wochenzeitung Lobi in Skopje, für die er auch schreibt.
Seine Bücher werden seit einigen Jahren durch Joachim Röhm ins Deutsche übersetzt und beim Klagenfurter Verlag Drava veröffentlicht.

## Werke (albanisch/mazedonisch)
- Pravot što niknuva (?, 1986)
- Taguvanje (?, 1988)
- Bolero, Sreḱa
- Sudbinata na Fatuše
- Sobirači na ovenati cveḱinja
- Pomesteni rapsodii (?, 1989)
- Naček (?, 1991)
- Ribata Ekstazis (?, 1994)
- Sedum noḱi taga
- Lulehëna / Mesečeviot cvet  (Die Mondblume, Peja Verlag, 1997)
- Fshati i fëmijve të mallkuar / Seloto na prokolnatite deca (Das Dorf der verfluchten Kinder, Peja Verlag, 1998)
- Ritet e Nishanes (?, Peja, 2004)

## Werke (deutsch)
- Das Haus am Ende des Dorfes – Zeitgenössische Erzählungen aus Mazedonien. Drava Verlag, 2001, ISBN 3-85435-360-X.
- Das Dorf der verfluchten Kinder. Drava Verlag, 2002, ISBN 3-85435-390-1.